# مقتل يعقوب أبو القيعان
مقتل يعقوب أبو القيعان كان مدرسًا في مدرسة بدوية إسرائيلية. يبلغ من العمر 47 عامًا قُتل على يد الشرطة أثناء هدم المنازل في قريته أم الحيران في يناير 2017. وفي أعقاب مقتله، اتهمت الشرطة وعدد من الوزراء الإسرائيليين، بما في ذلك رئيس الوزراء بنيامين نتنياهو، أبو القيعان زوراً بأنه إرهابي وانتمائي لتنظيم الدولة الإسلامية. وفي سبتمبر/أيلول 2020، اعتذر نتنياهو لعائلة أبو القيعان، مدعياً أن الشرطة أضللتْه.

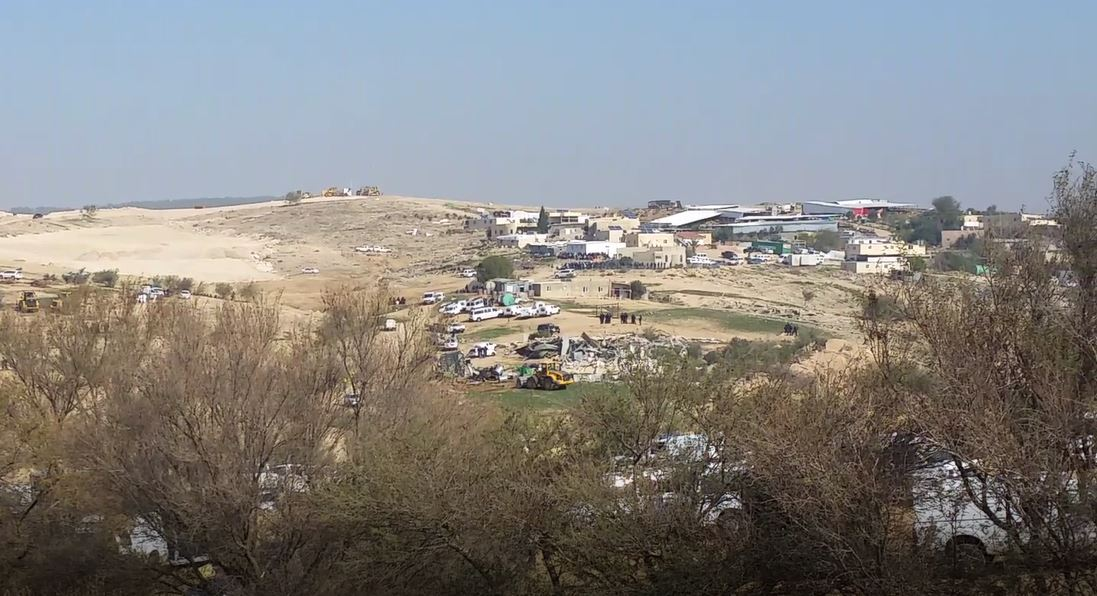
منظر عام لأم الحيران.

لم تُنتقد الشرطة فقط لإطلاقها النار على أبو القيعان وعدم تقديم المساعدة الطبية له، وبالتالي السماح له بالنزيف حتى الموت، بل أيضاً لوصفه بالإرهابي دون دليل، وإطلاقها رصاصة إسفنجية على رأس السياسي العربي الإسرائيلي أيمن عودة الذي كان في مكان الحادث، ولإخفاء الأدلة التي كان من شأنها تبرئة أبو القيعان.

## خلفية الحدث
كان يعقوب موسى أبو القيعان يسكن في قرية أم الحيران في صحراء النقب جنوب إسرائيل. وكان أبو القيعان، مثل بقية أهل القرية، بدوياً. يتمتع البدو بأدنى مستوى اجتماعي واقتصادي من بين أي مجموعة أخرى في إسرائيل.  عمل أبو القيعان مدرسًا للرياضيات وكان أول بدوي إسرائيلي يحصل على درجة الدكتوراه في الكيمياء.
ينتمي سكان قرية أم الحيران إلى قبيلة أبو القيعان. وقد قامت إسرائيل بتنفيذ برنامج لتهجير بدو النقب في الخمسينيات من القرن العشرين، مما أدى إلى توطين القبيلة في منطقة وادي عتير، شمال شرق بئر السبع ، في عام 1956. وقد سُمح للقبيلة بالاستقرار هناك، فبنت قريتين: أم الحيران، وأتير ورغم سماح السلطات للقبيلة بالاستيطان في أم الحيران، إلا أنها تصنفها كقرية بدوية غير معترف بها ، أي أنها تعتبرها مبنية بشكل غير قانوني. لقد حاولوا لسنوات عديدة تدمير القرية لإفساح المجال لبناء مدينتين يهوديتين مخططتين، هما كيسيف وحيران، ونقل سكان القرية إلى بلدة حورة البدوية القريبة. وقد قاوم معظم أهالي القرية محاولات إخراجهم من أم الحيران.
في ديسمبر/كانون الأول 2016، أمرت المحكمة العليا بإخلاء بؤرة عمونا الاستيطانية (نوع من المستوطنات الإسرائيلية ). وقد تم بناء البؤرة الاستيطانية بشكل غير قانوني على أرض خاصة مملوكة لفلسطينيين في الضفة الغربية . وزعمت القائمة المشتركة أن عمليات الهدم في أم الحرم وغيرها من البلدات العربية كانت تهدف إلى استرضاء اليمين الذي لم يكن سعيدًا بخسارة المستوطنات.
في 18 يناير/كانون الثاني 2017، كان من المقرر أن تقوم فرقة هدم، برفقة الشرطة، بهدم منزل أبو القيعان ومنازل أخرى في أم الحيران. وقد تم تنظيم احتجاج سلمي من قبل، من بين آخرين، أيمن عودة ، زعيم حزب القائمة المشتركة الذي يهيمن عليه العرب، للقاء فريق الهدم.

## الحادثة

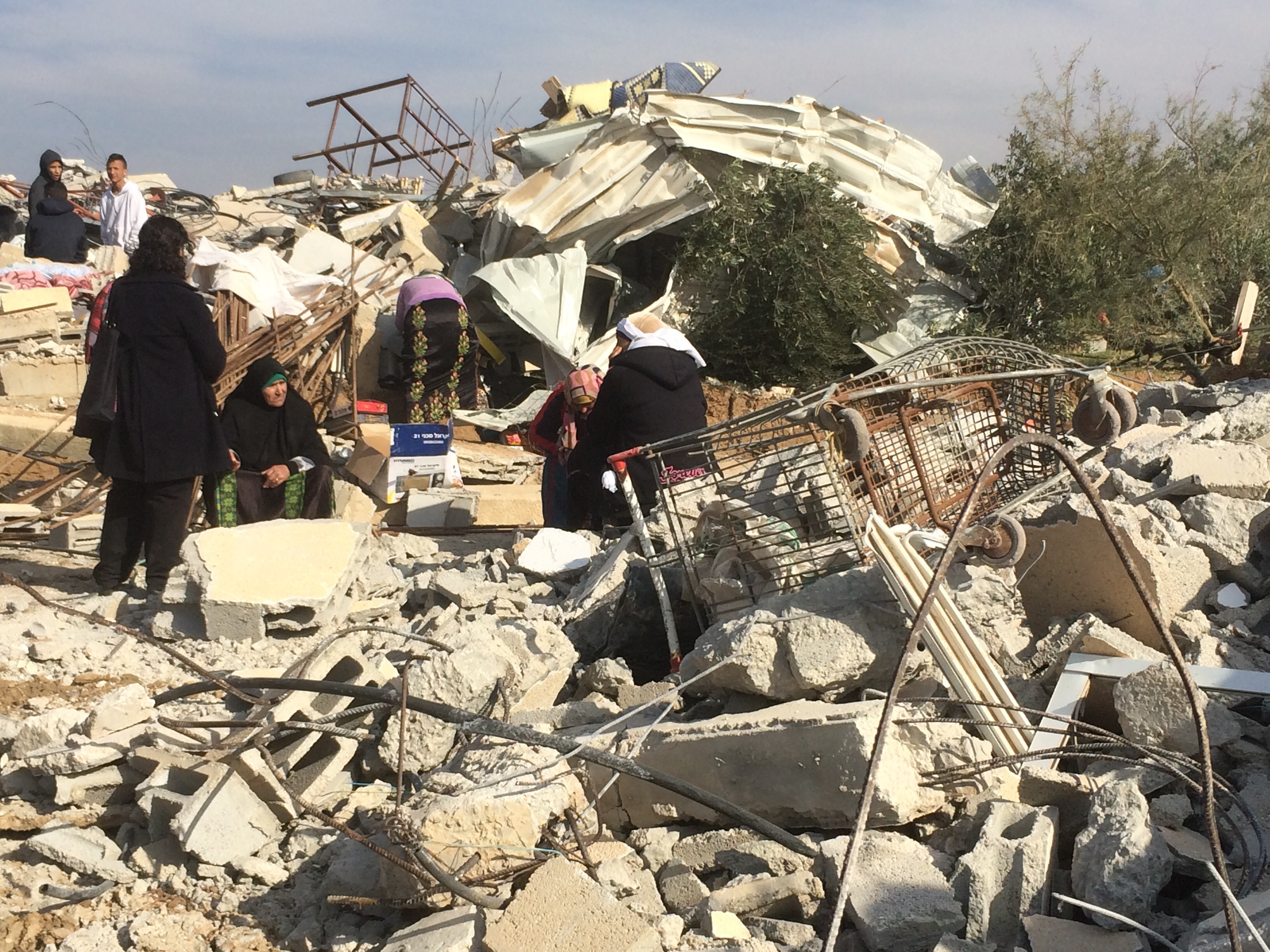
الأنقاض بعد الهدم

قبل فجر يوم 18/01/2017، وصلت فرق الهدم إلى القرية لتنفيذ عمليات الهدم. وقد استقبلهم مجموعة كبيرة من المتظاهرين. بحسب أحد أقارب أبو القيعان، فإنه كان نائماً عندما اتصل به أحد أقاربه ليحذره من عمليات الهدم الوشيكة. أخرج الأشياء الثمينة من منزله ووضعها في سيارته الرياضية. قال إنه لا يستطيع أن يتحمل رؤية منزله يُهدم، وركب سيارته ليقودها بعيدًا. في الساعة 5:57 صباحًا، أثناء مغادرته، كان يقود بسرعة أقل من 10كم/ساعة، أطلقت الشرطة النار على سيارته أربع مرات على الأقل وأصابته مرتين. تسببت إصابات الرصاص في فقدانه السيطرة على سيارته التي تسارعت وانحرفت إلى أسفل التل واصطدمت بمجموعة من ضباط الشرطة، مما أسفر عن مقتل الرقيب الأول إيريز ليفي البالغ من العمر 34 عامًا وإصابة ضابط آخر بجروح متوسطة. توقفت السيارة بعد بضع ثوانٍ وبدأ بوقها ينطلق. هرعت الفرق الطبية إلى ليفي، وأعلنت وفاته، وقدمت العلاج للضابط الجريح. فتح شرطي باب سيارة أبو القيعان وأخرج جزء من جسده لوقف الصراخ، لكنه ترك دون مراقبة على بعد 10 أمتار فقط من المكان الذي صدمت فيه سيارته ليفي. هناك، نزف حتى الموت بينما منعت الشرطة سيارة الإسعاف من الوصول إليه. وبحسب تقرير التشريح، فإن أبو القيعان أصيب برصاصتين؛ واحدة في ركبته اليمنى فحطمتها، والأخرى في شريان في صدره، مما أدى إلى وفاته بسبب فقدان الدم بعد حوالي خمسة عشر دقيقة.
زعم عودة أن الشرطة استخدمت مستويات شديدة من العنف ضد المتظاهرين. وقد أصيب برصاصات إسفنجية في جبهته وظهره عندما حاول هو ومتظاهرون آخرون الاقتراب من سيارة أبو القيعان، واضطروا إلى نقله إلى المستشفى. وزعمت الشرطة زوراً أن إصابة عودة في الرأس نجمت عن قيام المتظاهرين بإلقاء الحجارة عليه وضربه عن طريق الخطأ. 
في أثناء النهار، وصل إلى القرية خمسة سياسيين عرب إسرائيليين، ,وهم حنين زعبي، جمال زحالقة ، أسامة سعدي، أحمد الطيبي، وعايدة توما سليمان، لإظهار التضامن مع المتظاهرين. منعت الشرطة الجميع من دخول القرية.

## الاستجابات الفورية

### 18 يناير
قال شهود عيان في مكان الحادث إن أبو القيعان فقد السيطرة على سيارته بعد أن أطلق رجال الشرطة النار عليها. لكن الشرطة ادعت أنها أطلقت النار على سيارته لأنه حاول تنفيذ هجوم دهس.
كتب نتنياهو: "أتقدم بأحر التعازي لعائلة الرقيب أول إيرز ليفي. كان إيرز شرطيًا متميزًا، وابن شرطي، وقد قُتل هذا الصباح في هجوم دهس." وأضاف لاحقًا في بيان أنه "قُتل في هجوم إرهابي بسيارة."
كتب وزير الأمن العام جلعاد إردان على فيسبوك أن ليفي قُتل: "قُتل إيرز ليفي أثناء تأدية واجبه وهو في الرابعة والثلاثين من عمره فقط". كما اتهم عودة وأعضاء آخرين في القائمة المشتركة بالتواطؤ مع الإرهابي المزعوم: "هذه الدماء على أيديكم أيضًا. أعلم أن هذا تصريح خطير. لكن ليس خطيرًا كأفعالكم في هذا اليوم، أنتم عار على البلاد".
في وقت لاحق من ذلك اليوم، نشرت الشرطة على فيسبوك فيديو مُصوّرًا حراريًا جويًا للحادث، وكتبت: "في الفيلم، يظهر الإرهابي واقفًا على جانب الطريق وأضواء سيارته مطفأة، وبمجرد أن لاحظ وجود فريق الشرطة، انطلق بسرعة نحوهم وصدمهم". في الفيديو، شوهدت سيارة أبو القيعان وهي تسير ببطء وحذر على طريق ترابي حتى أطلقت الشرطة النار عليها. ثم فجأة تسارعت السيارة وانحرفت إلى أسفل منحدر شديد الانحدار، واصطدمت بمجموعة من ضباط الشرطة. وبما أن الفيديو تم تصويره بكاميرا تصوير حراري، كان من المستحيل رؤية ما إذا كانت الأضواء مضاءة أم مطفأة. أصر شهود عيان على أن الفيديو يؤكد شهاداتهم، لكن الشرطة والمسؤولين الإسرائيليين أكدوا أن الفيديو يظهر أن حادثة الدهس كانت متعمدة.
صرح نائب قائد الشرطة، بيرتس عمار، بأن الحادث كان هجومًا إرهابيًا: "هذا واضح. هذه حقيقة. لا يوجد تفسير آخر، وكل من يحاول تقديم تفسير بديل لم يكن هنا وقت الحادث ولا يفهم". وقال المتحدث باسم الشرطة، ميكي روزنفيلد، في بيان: "كانت سيارة يقودها إرهابي من الحركة الإسلامية تنوي دهس عدد من الضباط وتنفيذ هجوم". في إشارة إلى الفيديو الجوي، هاجم إردان وسائل الإعلام قائلاً: "لماذا، بحق الله، غرائزكم، ودوافعكم، دائمًا في صالح المهاجم؟ ... في هذه اللحظة بالذات، نُشر الفيديو الذي صُوّر من الجو ووثّق الهجوم الإرهابي. الفيلم يدحض الأكاذيب. آمل أن تتحلوا بالشجاعة واللياقة للاعتذار عن التوازن غير المقدس الذي حققتموه بين قوات الشرطة التي تعمل باسمنا جميعًا لتطبيق القانون واللصوص العنيفين الذين يدعمون جريمة قتل مقززة."
أقيمت جنازة ليفي في فترة ما بعد الظهر. في الجنازة، أكد مفوض الشرطة روني الشيخ أن ليفي كان ضحية هجوم إرهابي: "[أبو القيعان] نشر التحريض في مدرسة اعتُقل فيها ستة معلمين آخرين لانتمائهم إلى تنظيم الدولة الإسلامية... بحث الإرهابي عن مجموعة من ضباط الشرطة، ثم زاد من سرعته وصدمهم." في هذه الأثناء، انعقدت لجنة المتابعة العليا للمواطنين العرب في إسرائيل في أم الحيران وأعلنت الحداد لمدة ثلاثة أيام بالإضافة إلى إضراب عام لمدة يوم كامل في اليوم التالي.

### 19 يناير
اتهم أردان في مقابلة مع إذاعة الجيش الإسرائيلي أبو القيعان بأنه إرهابي. وقال إن الشرطة عثرت في منزل أبو القيعان على عناوين صحفية تتحدث عن هجمات الدهس وتنظيم الدولة الإسلامية:
لم تكن ضمن مجموعة صحف، بل كانت مجموعة عناوين رئيسية حول هجمات دهس إرهابية، ولم تكن في منزله فحسب؛ بل في مكان آخر أيضًا، لم يُكشف عنه بعد، حيث عُثر على مواد تُثبت دراسة أو جمع مواد حول هذا الموضوع. كل هذه الأمور، إلى جانب معلومات أخرى من جهاز الأمن العام (الشاباك)، والظروف الميدانية، تُشير إلى أنه كان هجومًا إرهابيًا. وعندما سُئل عما إذا كان يستعجل الاستنتاجات، أصر إردان على أن وسائل الإعلام الإسرائيلية يجب أن تثق في رواية الشرطة: "أعتقد أن وسائل الإعلام الإسرائيلية، وأعني على وجه التحديد وسائل الإعلام الإسرائيلية، يجب أن تأخذ أولاً رواية الأحداث من أولئك الذين يمثلون مواطني إسرائيل والمكلفين بإنفاذ القانون، أي الشرطة، وليس رواية الخارجين عن القانون وتضعهم جنبًا إلى جنب".

### 20 يناير
تجمع آلاف الفلسطينيين في أم الحيران لتشييع جثمان أبو القيعان. ومع ذلك، لا تزال الشرطة تشك في تورطه في الإرهاب، ولذلك رفضت تسليم جثته. واتهم شقيق أبو القيعان الشرطة الإسرائيلية باحتجاز جثة شقيقه كرهينة، "لجعل قصتهم السخيفة بأنه إرهابي أكثر إقناعاً".
على تويتر، شارك عودة تحليل فيديو مدته دقيقتان بعنوان "التحقيق البصري: إطلاق النار من قبل الشرطة، وصدم سيارة في أم الحيران (18 يناير 2017)" . تم إنتاج الفيديو من قبل شركة الهندسة المعمارية البريطانية الشرعية ، بقيادة إيال وايزمان من جولدسميثس، جامعة لندن ، وأكتيف ستيلز، ونشرته في اليوم السابق مجموعة السلام الإسرائيلية مجلة +972 . ردّت الشرطة على تغريدة عودة قائلةً: "التلاعب بالفيديو لن يُغيّر الحقيقة. توثيق جريمة القتل يُثبت وجود نية لقتل رجال الشرطة. لهذا اسم واحد: الإرهاب. لن يُغيّر أي مقطع يُشوّه الأدلة هذا".
في المساء، بثت القناة العاشرة تقريرا مسربا عن تشريح جثة أبو القيعان، والذي شكك في رواية الشرطة للحادث. وخلص التقرير إلى أن أبو القيعان نزف حتى الموت، مما دفع كسينيا سفيتلوفا من الاتحاد الصهيوني إلى التعليق بأن "هذه هي قضية عزاريا رقم اثنين"، في إشارة إلى حادثة إطلاق النار في الخليل حيث قام مسعف إسرائيلي بإعدام مهاجم فلسطيني خاضع للسيطرة.

### 21 يناير
تظاهر آلاف المواطنين الفلسطينيين في إسرائيل في شمال وادي عارة احتجاجا على هدم المنازل ومقتل أبو القيعان. وتحدث عودة في المظاهرات ودعا إلى تشكيل لجنة تحقيق رسمية "للكشف عن أكاذيب نتنياهو وأردان والشرطة".

## التحقيقات
في أوائل فبراير/شباط 2017، ظهرت المزيد من مقاطع الفيديو التي تُظهر مقتل أبو القيعان. وفي إحدى هذه الصور، يظهر وهو يقود سيارته وأضواء سيارته مضاءة، وهو ما يتناقض مع ادعاء الشرطة بأنها كانت مطفأة.
في أغسطس/آب 2017، برّأت تحقيقات أجرتها وحدة التحقيقات مع أفراد الشرطة الإسرائيلية الضابط الذي أطلق النار على أبو القيعان من ارتكاب أي مخالفة. وبعد شهرين تم فتح تحقيق جديد بقيادة المدعي العام للدولة شاي نيتسان. ولكن في أبريل/نيسان 2018، برّأت التحقيقات الضابط أيضًا من ارتكاب أي مخالفة. وأضافت أنها لا تستبعد أن يكون أبو القيعان قد حاول تنفيذ هجوم إرهابي. وقد أثار قرار نيتسان بإغلاق التحقيق خيبة أمل لدى أفراد عائلة أبو القيعان. وقال عودة إن الشيخ "دبر حملة تحريض" باتهام أبو القيعان بالإرهاب.
أجرى أرييل ليفنه من شركة "فورنسيك أركيتكتشر" تحقيقا ثالثا، استنادا إلى وثائق من جهاز الأمن العام (الشاباك) وقسم التحقيقات مع الشرطة. وقد صدر تقرير التحقيق في فبراير/شباط 2020. وخلصت إلى أن الدليل الوحيد على علاقات أبو القيعان المزعومة بالإرهاب هو المواد التعليمية الإسلامية التي تم العثور عليها في منزله. وأكدت أن أبو القيعان تعرض لإطلاق النار دون سبب وكان سينجو لو تلقى العلاج، لكن الشرطة أنكرت ذلك وأطلقت النار على النشطاء الذين اقتربوا من سيارته ومن بينهم عودة.
في سبتمبر/أيلول، ظهرت أدلة أخرى على سوء سلوك الشرطة عندما كشف مراسل القناة 12 أميت سيغال أن نيتسان قام بقمع الأدلة التي كان من شأنها أن تتحدى تأكيد الشيخ بأن أبو القيعان كان إرهابيًا.

## إطلاق النار على عودة
وكانت نقطة الخلاف الأخرى تتعلق بإصابة عودة في الرأس. وادعى أن الشرطة أطلقت عليه النار في جبهته برصاصة ذات رأس إسفنجي، وعندما استدار من الألم، أطلقت عليه النار مرة أخرى في ظهره. وقد نفت الشرطة ذلك، وزعمت في البداية أن عودة أصيب بحجارة طائشة ألقاها المتظاهرون، وأن الضباط في أم الحيران لم يكونوا حتى مزودين بأسلحة لإطلاق الرصاص الإسفنجي. وقد تم دحض قصة الشرطة من قبل شاهد عيان، الحاخام أريك آشيرمان، الذي كتب:
كنتُ شاهد عيان على الاعتداء على عضو الكنيست أيمن عودة. اقترب من الشرطة رافعًا يديه، وأعلن أنه عضو كنيست. قال الضباط، الغاضبون بلا شك، بل وأكثر عدوانية من المعتاد لإصابة زميل لهم، إنهم لا يكترثون. بدأوا بالدفع والضرب. بدأ بعض الضباط بضرب بنادقهم. أُلقي عليّ وعلى كثيرين غيري رذاذ الفلفل. بينما كنتُ أتعثر خلف عودة وهو يتراجع، انطلقت رصاصات مغلفة بالإسفنج بالقرب من أذني. أُصيب عضو الكنيست عودة برصاصة في ظهره من أحدهم، فسقط أرضًا.

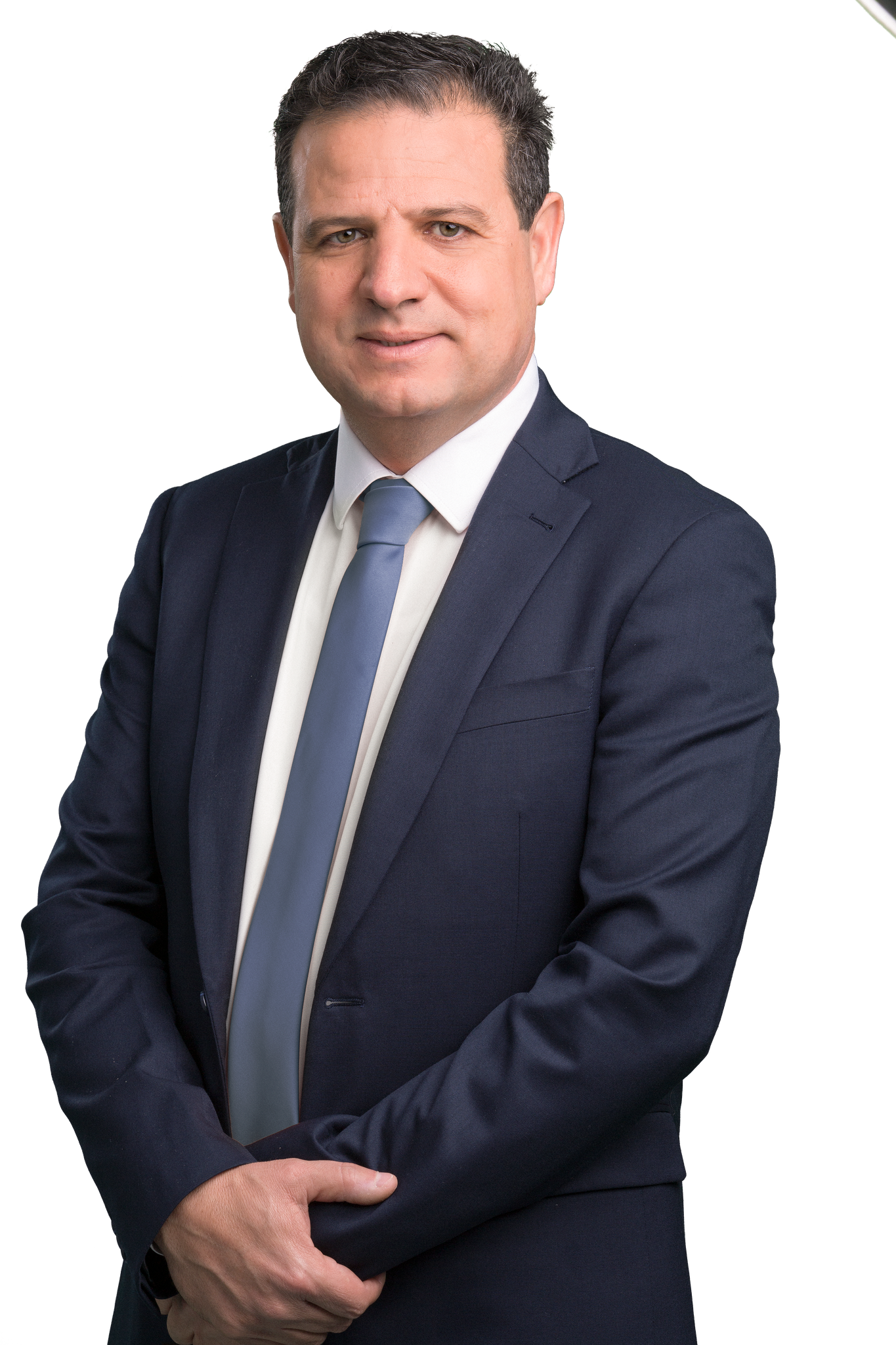
عضو الكنيست أيمن عودة

ونفت الشرطة في وقت لاحق صدور أي بيان بشأن ظروف إصابة عودة.
صدر تقرير التحقيق الجنائي في حادثة أم الحيران الذي أجراه معهد أبو كبير للطب الشرعي في 31 يناير/كانون الثاني 2017. وفيما يتعلق بإصابات رأس عودة، فقد جاء في التقرير أن "الإصابات "تتفق" مع الإصابات الناجمة عن الرصاص الإسفنجي"، على الرغم من أنه "من غير الممكن تحديد شكل الأدوات المؤلمة بدقة، ولكن في الوقت نفسه، من الممكن أن يكون موقع الإصابة وشكلها قد حدثا كما ادعى عودة".  وأشاد إردان بالتقرير باعتباره تبرئة، مؤكدًا أن عودة كان "مخالفًا للقانون كاذبًا أجج النيران ووقف على رأس مجموعة عنيفة".
فتحت وحدة التحقيق مع أفراد الشرطة تحقيقا في المسألة بعد أن تقدم عودة بشكوى. لكن التحقيق أُغلق في سبتمبر/أيلول 2018 بدعوى أنه "حتى مع افتراض أن الجسم الذي أصاب عودة أطلقته الشرطة، لم يكن من الممكن تحديد هوية الضباط الذين فعلوا ذلك". استأنف عودة قرار إغلاق التحقيق في مارس/آذار 2019. 
في عام 2018، أصدرت منظمة Forensic Architecture فيلمًا وثائقيًا عن مقتل أبو القيعان بعنوان "المدة الطويلة لجزء من الثانية". استند الفيلم الوثائقي على أدلة جديدة حصلت عليها اللجنة العامة لمناهضة التعذيب في إسرائيل، وتضمن لقطات من كاميرات ملابس ضباط الشرطة. سُمع صوت أحد رجال الشرطة وهو يصرخ: "أعطوهم إسفنجة! أعطوهم إسفنجة!" حُذفت الثواني الـ 47 التالية من اللقطات، وتعتقد المجموعة أن هذه هي اللحظة التي أُطلِق فيها النار على عودة. وبالتزامن مع إصدار الفيلم الوثائقي، صرح وايزمان بأنه يجب محاكمة الشرطي الذي أطلق النار على أبو القيعان والشرطي الذي أطلق النار على عودة.
تم ترشيح Forensic Architecture لجائزة تيرنر لعام 2018 لعملهم المتعلق بمقتل القيعان.

## اعتذارات
في 6 مارس 2017، أصبح وزير الزراعة، أوري أرييل، أول سياسي يصدر اعتذارًا عن اتهامه لأبو القيعان بالإرهاب. في 8 سبتمبر/أيلول 2020، اعتذر نتنياهو أيضًا لعائلة أبو القيعان، مدعيًا أن الشرطة ضللته: "أود أن أتقدم، باسمي، باعتذاري لعائلة أبو القيعان. لقد ادعوا الشرطة أنه إرهابي. بالأمس، اتضح أنه ليس إرهابيًا". كما استغل نتنياهو هذه اللحظة لربط اتهامات الإرهاب الموجهة لأبو القيعان بتحقيق الفساد الجاري ضده. "ما رأيناه هو شيء مذهل: هناك تحقيقات سياسية قائمة، تحقيقات كانت ملوثة منذ البداية"، قال، مما يعني أنه كان هو الآخر ضحية لعملية تستر.

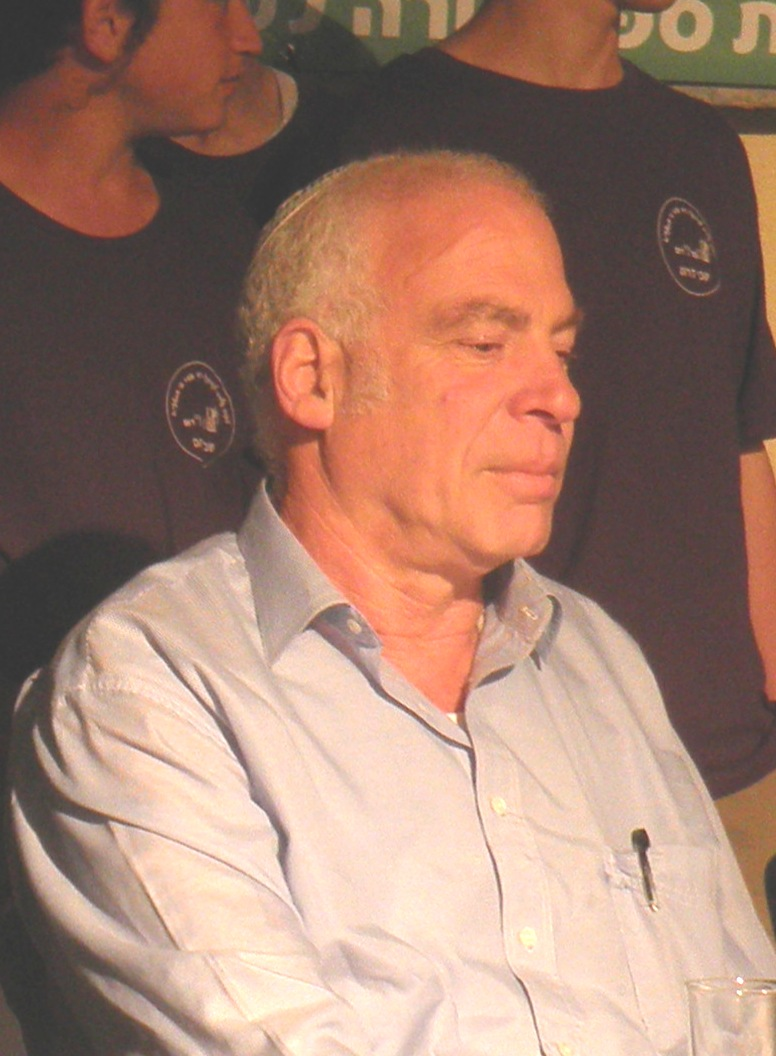
كان أوري أريئيل أول وزير يعتذر لعائلة أبو القيعان.

اتهمت توما سليمان نتنياهو بالانتهازية، مشيرةً إلى أن الأدلة التي تُبرئ أبو القيعان موجودة منذ ثلاث سنوات: "نتنياهو وشركاؤه هم من حوّلوا أبو القيعان إلى "إرهابي" - هم وتحريضهم العنصري ضد العرب". ودعته إلى الاستقالة: "إذا أراد نتنياهو الاعتذار حقًا، فليس أمامه سوى خيار واحد - الاستقالة".
كما اعتذر بتسلئيل سموتريتش من حزب البيت اليهودي عن وصفه لأبو القيعان بالإرهابي. حتى عام 2020، لم يعتذر الشيخ، وإردان، ونيتسان، الذين وصفوا أبو القيعان علنًا بأنه إرهابي.
قالت أرملة أبو القيعان إن الاعتذار "خير أن يأتي متأخرا من ألا يأتي أبدا"، لكنها اشتكت من أن عائلتها لا تزال بلا مأوى بعد أن هدمت السلطات منزلها قبل أكثر من ثلاث سنوات. قال شقيق أبو القيعان إن يعقوب قُتل: "نعرف الحقيقة. عرفناها منذ اللحظة الأولى، لأننا جميعًا نعرف من هو يعقوب. يعقوب - القائد المحبوب، والمربي، والأب والأخ - قُتل بدم بارد."